# Ellesmere Castle

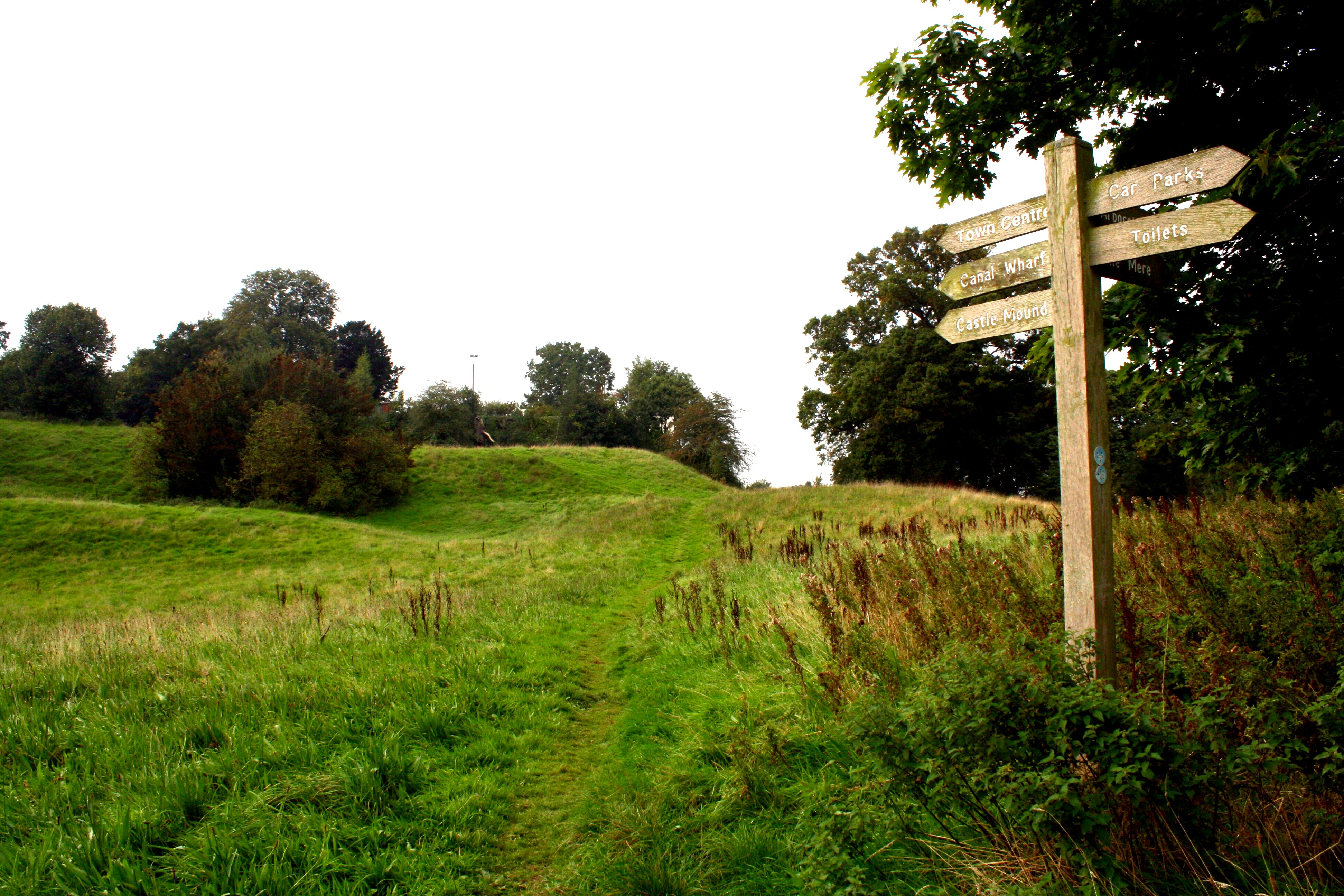
Gelände des ehemaligen Ellesmere Castle

Ellesmere Castle ist eine abgegangene Burg im Marktflecken Ellesmere in der englischen Grafschaft Shropshire.
Die Motte ließ vermutlich Roger de Montgomerie, 1. Earl of Shrewsbury, bald nach der normannischen Eroberung Englands auf einem hohen Hügel über dem Mere östlich des Marktes bauen. König Heinrich I. gab sie der Familie Peverell zu Lehen, aber König Heinrich II. forderte sie etwa 1177 zurück und gab sie Dafydd ab Owain, dem Prinzen von Gwynedd, zu Lehen. Bis in die 1240er-Jahre wechselte das Eigentum an der Burg zwischen dem englischen und dem walisischen Königshaus hin und her. Dann fiel die Burg an die Familie Le Strange, der Ursprünge im Dorf Knockin in Shropshire lagen.
Die Burg wurde im englischen Bürgerkrieg zerstört.
Heute sind die Seiten des Mounds mit Bäumen bewachsen auf seinem Gipfel befindet sich ein Bowling Green.